# Henrique Granadeiro
Henrique Manuel Fusco Granadeiro GCC (Borba, Rio de Moinhos, 2 de Dezembro de 1943)  economista, empresário e gestor português. Alegadamente principal responsável pelo chumbo da OPA da Sonae sobre a PT após ter recebido alegadamente 6.5 Milhões de Euros, que levou a separação da PT Multimédia no dia 7 de novembro de 2007.

## Biografia
Duma família originária de Rio de Moinhos, concelho de Borba, Henrique Granadeiro cresceu no Alto Alentejo. Na infância chegou a pastorear ovelhas, até que encontrou no Seminário de Évora a oportunidade para prosseguir os seus estudos. Aí obteve por seis vezes consecutivas o Prémio Escolar D. Dinis, patrocinado pela Sociedade Central de Cervejas.
Depois de renunciar ao sacerdócio, ingressou no antigo Instituto Superior Económico e Social de Évora, dos jesuítas, onde beneficiou duma bolsa da Fundação Calouste Gulbenkian. Aqui viria a concluir uma licenciatura em Economia e Gestão de Empresas, no ano de 1968.
Era ainda estudante quando conseguiu os primeiros ganhos na bolsa, com o apoio de membros da família do Espírito Santo Silva, donos do Banco Espírito Santo, que eram seus colegas de curso.
Concluída a licenciatura, Granadeiro passou a lecionar no mesmo Instituto Superior Económico e Social de Évora, após o que ingressou no Secretariado Técnico da Presidência do Conselho de Ministros. Em 1971 foi destacado para os gabinetes do Ministro de Estado e do Secretário de Estado do Planeamento, João Salgueiro, com quem estará também na SEDES - Associação para o Desenvolvimento Económico e Social.
Em 1974, imediatamente após o 25 de abril, concorre a diretor-geral da Ação Regional, um serviço integrado no Ministério da Administração Interna, onde permaneceu até 1976. No último desses anos foi nomeado embaixador (representante permanente) de Portugal na Organização para a Cooperação e Desenvolvimento Económico (OCDE), mas deixou o cargo quando o general Ramalho Eanes o chama para dirigir a sua primeira campanha de candidatura às eleições presidenciais. Na sequência da eleição do general, Granadeiro é designado chefe da Casa Civil do Presidente da República, ficando nessa função até 1979.
Voltaria à função pública quando o governo de Aníbal Cavaco Silva o nomeou como presidente do IFADAP - Instituto Financeiro de Apoio ao Desenvolvimento da Agricultura e Pescas, cargo que desempenhou entre 1987 e 1989.
No setor privado, Henrique Granadeiro passou por empresas operadoras em diferentes áreas, como a construção civil, a agricultura, a comunicação social e as telecomunicações. Começou por ser administrador da Standart Eléctrica e da construtora MN-Tiago, entre 1979 e 1981, tornando-se em seguida administrador-delegado da Fundação Eugénio de Almeida, com atividade na produção vitivinícola (titular da marca de vinhos Cartuxa) e de azeite, com sede em Évora. Depois de ser administrador-delegado, de 1981 a 1987, voltou à Fundação como presidente do Conselho de Administração, em 1989, ficando até 1992.
A sua ligação ao setor da comunicação social começa com a passagem, durante cerca de dez anos, pelos conselhos de administração da Sojornal e Controljornal, do Grupo Impresa, de Francisco Pinto Balsemão, entre 1990 e 2001. Depois, foi presidente da Comissão Executiva da Lusomundo Media, entre 2002 e 2004, e da Portugal Telecom, de 2003 a 2008.
Em 2008 foi nomeado presidente do Conselho de Administração da PT e, a 4 de junho de 2013, CEO desta mesma empresa, acumulando as duas funções. A 7 de agosto de 2014 anunciou em comunicado a sua renúncia a todos os seus cargos na Portugal Telecom.
É membro do Conselho Estratégico do Banco Finantia, desde 2001, e presidente do Conselho Geral da Universidade de Lisboa, desde 2009.

### Operação Marquês
Em fevereiro de 2017, Henrique Granadeiro foi constituído arguido no âmbito da Operação Marquês suspeito da prática de factos suscetíveis de integrarem oito crimes de fraude fiscal qualificada, corrupção passiva e branqueamento de capitais.
Se for condenado a uma pena superior a três anos de prisão efectiva, perderá a Grã-Cruz da Ordem Militar de Nosso Senhor Jesus Cristo, atribuída pelo Presidente Ramalho Eanes em 1979.

### Condecorações[7][8]
- Palma de Ouro da Ordem da Bandeira da Jugoslávia (12 de Maio de 1978)
- Grã-Cruz da Ordem Nacional do Cruzeiro do Sul do Brasil (12 de Maio de 1978)
- Grã-Cruz do Mérito com Estrela e Banda da Ordem do Mérito da República Federal da Alemanha Ocidental (5 de Junho de 1978)
- Grã-Cruz da Real Ordem Norueguesa de Santo Olavo da Noruega (6 de Outubro de 1978)
- Grande-Oficial da Ordem Nacional da Legião de Honra de França (5 de Março de 1979)
- Grã-Cruz da Ordem Militar de Nosso Senhor Jesus Cristo de Portugal (23 de Abril de 1979)[8]
- Grã-Cruz da Ordem de Rio Branco do Brasil (28 de Agosto de 1979)
- Cavaleiro-Grã-Cruz Honorário da Real Ordem Vitoriana da Grã-Bretanha e Irlanda do Norte (21 de Janeiro de 1980)

## Família, casamentos e descendência
Henrique Granadeiro é filho de Manuel António Granadeiro e de sua mulher Ana Barroso Fusco; tem seis irmãs e um irmão, Cristina Frusco Granadeiro, Maria Vicência Fusco Granadeiro, Filipa Fusco Granadeiro, Auta Fusco Granadeiro, Carminda Fusco Granadeiro, Antónia Fusco Granadeiro e Anacleto Fusco Granadeiro.
Casou primeira vez com a jornalista Margarida Marante, já falecida, de quem teve um filho e duas filhas, Henrique Miguel, Catarina Maria e Joana Margarida Marante Granadeiro, e de quem se divorciou. Casou segunda vez com Maria da Graça Falcão Líbano Monteiro, com a qual continua casado até a presente data, sem geração.